# Libbie Janse van Rensburg
Pas d'image ? Cliquez ici

a Compétitions nationales et continentales officielles uniquement.

b Matchs officiels uniquement.
Libbie Janse van Rensburg, née le 28 septembre 1994 à Lephalale (Afrique du Sud), est une joueuse internationale sud-africaine de rugby à XV et internationale de rugby à sept évoluant au poste de demi d'ouverture.

## Biographie
Libbie Janse van Rensburg naît le 28 septembre 1994. En 2022, elle joue pour le club des Blue Bulls de Pretoria. Elle compte dix sélections en équipe d'Afrique du Sud quand elle est retenue en septembre 2022 pour disputer sous les couleurs de son pays la Coupe du monde de rugby à XV en Nouvelle-Zélande.
Elle est la première joueuse sud-africaine à passer la barre des cent points marqués en sélection. Elle détient également le record de points marqués en un match (trente-six, contre la Namibie).